# 秘境駅

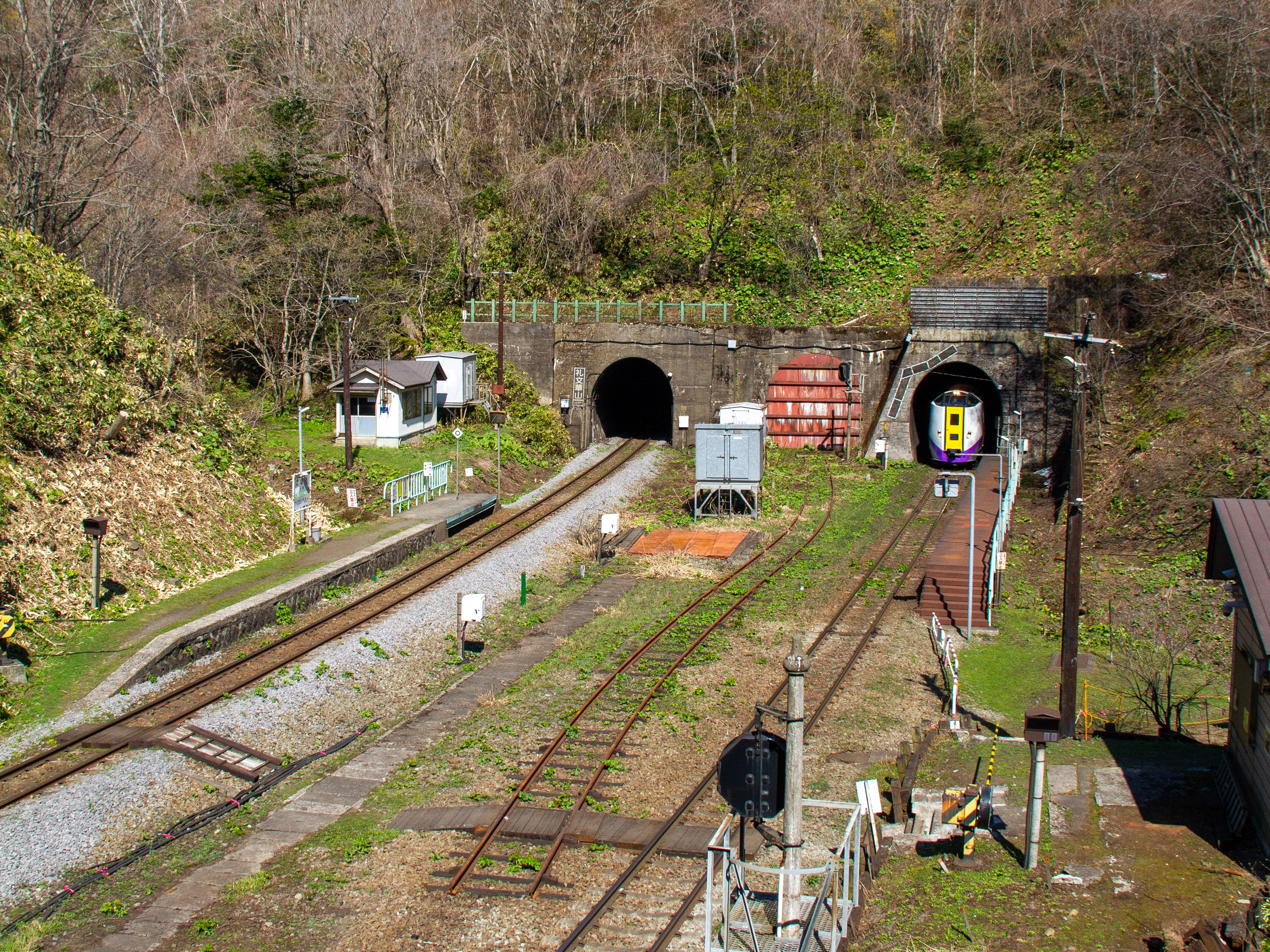
小幌駅はトンネルとトンネルの間にあって停車列車は少なく、人家も接続道路もない典型的な秘境駅である（北海道豊浦町）

秘境駅（ひきょうえき）とは、鉄道駅のうち山奥や原野といった人里離れた場所（秘境）にあり、列車の停車本数が少なく、自動車や徒歩などでのアクセスも難しい駅を指す。

## 概要
「秘境駅」という言葉が使われ始めた時期は不明確であるが、1990年代には一例として所澤秀樹の著書『列島周遊 もっとへんな駅!?』（1998年 山海堂刊）の中で田本駅や小和田駅に対して「秘境駅」との表現が使用されている。その後、牛山隆信が1999年のウェブサイト開設、2001年の『秘境駅へ行こう！』（小学館文庫）刊行などにより「秘境駅」という言葉を世に知らしめた。
一般に、人家がほとんど無い地帯に存在する駅を指す。鉄道路線と集落までの間に距離がある（例：小和田駅・坪尻駅・紀伊神谷駅など）、登山など限られた目的の人が利用するのみ（例：土合駅など）、昔は集落があったが消滅した（例：糠南駅・布原駅など）、駅に一切車道が通じていない（例：田本駅・小幌駅など）などの立地条件や歴史的理由によって、秘境駅になっている。
峠越えや海岸線の崖沿いでは、鉄道を建設する際に、周辺住民の利便性よりも鉄道敷設の容易さが優先され、立地条件に恵まれなかったために、このような形態になった駅も多い。また、仮乗降場から昇格した鉄道駅は、そもそも駅開設当初から、利用価値が希薄な場合もある。
日常的な利用者がおらず、駅やその路線が維持費の問題で廃止されるため、減少傾向にある。
一方で、「秘境」ぶりを地元や鉄道会社が観光資源として注目し、本来なら廃駅になりかねない秘境駅を存続させたり、イベントや臨時列車などで活用したりする動きもある。町内8駅のうち6駅が秘境駅とされる北海道幌延町、北海道豊浦町は「秘境度」日本一とされる小幌駅を地元で管理して存続させている（「#秘境駅への臨時列車」については後述）。

## 秘境駅の基準
秘境駅を決定する絶対的な基準は存在しない。日本の秘境駅を研究している牛山隆信が自身の著作やウェブサイトで秘境駅を格付けする際、その採点基準としているのは下記の5つの要素で、これらを総合的に判断し秘境駅をランキング化して発表している。
- 秘境度 - 周囲が断崖絶壁、深い山林、荒涼とした原野にあり、人家が無い（少ない）。
- 雰囲気 - 駅舎、待合室、周囲の建造物などに古い歴史を感じさせる。
- 列車到達難易度 - 停車する列車が極めて少なく、鉄道を使って当該秘境駅に到達するのが困難である。
- 車到達難易度 - 駅までの道が無い場合が最も高く、次いで歩道のみ、未舗装の林道など、自動車やオートバイでの当該秘境駅訪問が困難。
- 鉄道遺産指数 - スイッチバック、ループ線、引き込み線、廃線跡などの鉄道遺構が存在する。この要素は、2012（平成24）年度版のランキングから追加された。

この基準も多分に主観的な要素を持つため、駅周囲に人家があって定期利用者がいる駅であっても、「平地が少なく駅の立地場所が限られる場所」「古い駅舎がある」「列車の停車本数が少ない」「駅への取り付け道路が狭隘」「かつて貨物の搬出や列車交換等に使っていた廃プラットホームと錆びたレールがある」といった点で秘境駅と認定される場合がある。特に、牛山のいう「秘境駅の周囲の人家」とは駅から見渡せる範囲の人家を指すことが多く、地図で確認すると駅からそう離れていない位置に集落があったり、よく整備された幹線道路が駅の近くを走っていたり、と言うことが多々ある。特に北海道や東北地方では吹き溜まりを防止するために防雪林で覆った駅が多く、そのような駅に降り立つと「山林の中に立地する駅」と誤解しがちである。なお、廃駅になるとランキングから除外される。

## 秘境駅への臨時列車

### 日本国内での例
「秘境駅」がブームとなって以降は、鉄道各社で秘境駅に関する臨時列車を運行している。
- 東日本旅客鉄道（JR東日本）では以前、秘境駅が多い山田線・岩泉線で「秘境駅号」を運行していた[6]。
- 東海旅客鉄道（JR東海）ではJR東海ツアーズと連携して日帰りパッケージツアーを企画し、飯田線で秘境駅6駅などの特徴的な駅に停車する臨時列車「魅惑の飯田線 秘境駅号」（運用車両・373系）[7][8]が2010年のゴールデンウィーク[7][9]と同年8月29日・9月18・25・26日[8]に運行している。なお、JR東海ツアーズの説明[10]では、牛山隆信公式サイト『秘境駅へ行こう!』[11]の秘境駅ランキングに2010年2月1日時点でランク入りしている小和田駅、中井侍駅、為栗駅、田本駅、金野駅、千代駅、2018年にはこれに加えて伊那小沢駅を秘境駅と呼んでいる。「秘境駅号」は元々団体臨時列車だったが、2010年8月以降臨時急行「飯田線秘境駅号」となり、一般乗客も急行列車として乗車が行える。
- 四国旅客鉄道（JR四国）は2010年1月11日、土讃線坪尻駅の開設60周年に当たり、臨時列車「坪尻秘境号」を運行した[12]。

### 日本国外での例
タイ国鉄では2019年11月3日に、アジア鉄道旅行計画の主催により、バンコクのフアランポーン駅からスパンブリーまで貸切列車が運行された。この路線では、定期列車が走るのは暗い時間帯の1往復のみである。あえて観光路線ではない路線で車窓風景を楽しむことが出来るよう企画され、参加者は秘境駅の雰囲気を味わった。